# José Ariel Núñez
Pour les articles homonymes, voir Núñez.
José Ariel Núñez Portelli, ou simplement José Ariel Núñez, né le 12 septembre 1988 à Asuncion au Paraguay, est un footballeur international paraguayen au poste d'attaquant. 
Il compte 10 sélections et 2 buts en équipe nationale depuis 2011. Il joue actuellement pour l'Unión de Santa Fe.

## Biographie

### Carrière de joueur
Le 22 juillet 2013, il est prêté avec option d'achat à l'Osasuna.
Peu utilisé en Liga. Le 31 janvier 2014, José Ariel Núñez s'engage avec le Brøndby IF pour quatre ans.

### Carrière internationale
José Ariel Núñez est convoqué pour la première fois par le sélectionneur national Francisco Arce pour un match amical face au Chili le 22 décembre 2011 (défaite 3-2).  Le 14 août 2013, il a marqué son premier but en sélection lors d'un match amical contre l'Allemagne (3-3).
Il compte 10 sélections et 2 buts avec l'équipe du Paraguay depuis 2011.

## Palmarès

### En club
- Avec le Club Libertad :
  - Champion du Paraguay en 2007, A. 2008, C. 2008, C. 2010 et C. 2012

### Récompenses
- Meilleur buteur du Championnat du Paraguay en C. 2012 (13 buts)

## Statistiques

### Statistiques en club
Le tableau ci-dessous résume les statistiques en match officiel de José Ariel Núñez durant sa carrière de joueur professionnel.
| Saison                | Club                  | Championnat           | Championnat | Championnat | Coupe(s) nationale(s) | Coupe(s) nationale(s) | Compétition(s) continentale(s) | Compétition(s) continentale(s) | Compétition(s) continentale(s) | Paraguay | Paraguay | Total | Total |
| Saison                | Club                  | Division              | M.          | B.          | M.                    | B.                    | Comp.                          | M.                             | B.                             | M.       | B.       | M.    | B.    |
| 2006                  | Libertad              | Primera División      | 1           | 1           | -                     | -                     | -                              | -                              | -                              | -        | -        | 1     | 1     |
| 2007                  | Libertad              | Primera División      | 18          | 1           | -                     | -                     | CS                             | 1                              | 0                              | -        | -        | 19    | 1     |
| 2008                  | Tacuary               | Primera División      | 18          | 0           | -                     | -                     | -                              | -                              | -                              | -        | -        | 18    | 0     |
| 2009                  | Tacuary               | Primera División      | 42          | 12          | -                     | -                     | -                              | -                              | -                              | -        | -        | 42    | 12    |
| 2010                  | Libertad              | Primera División      | 14          | 2           | -                     | -                     | CL                             | 2                              | 0                              | -        | -        | 16    | 2     |
| 2011                  | Libertad              | Primera División      | 33          | 10          | -                     | -                     | CL+CS                          | 6+6                            | 1+1                            | 1        | 0        | 46    | 12    |
| 2012                  | Libertad              | Primera División      | 37          | 19          | -                     | -                     | CL                             | 10                             | 4                              | 4        | 0        | 51    | 23    |
| 2013                  | Libertad              | Primera División      | 18          | 3           | -                     | -                     | CL                             | 5                              | 2                              | 1        | 0        | 24    | 5     |
| 2013 - 2014           | Osasuna               | Liga                  | 6           | 0           | -                     | -                     | -                              | -                              | -                              | 3        | 2        | 9     | 2     |
| 2013 - 2014           | Brøndby               | Superligaen           | 12          | 6           | -                     | -                     | -                              | -                              | -                              | 1        | 0        | 13    | 6     |
| 2014 - 2015           | Brøndby               | Superligaen           | 3           | 1           | -                     | -                     | C3                             | 1                              | 0                              | -        | -        | 4     | 1     |
| Total sur la carrière | Total sur la carrière | Total sur la carrière | 202         | 55          | -                     | -                     | -                              | 31                             | 8                              | 10       | 2        | 243   | 65    |

### Buts en sélection
Le tableau suivant liste les résultats de tous les buts inscrits par José Ariel Núñez avec l'équipe du Paraguay.